# Amt der Bundesregierung
Das Amt der Bundesregierung war eine projektierte österreichische Behörde der Bundesregierung Faymann II. Aufgabe dieser Behörde sollte es laut Regierungsprogramm aus dem Jahr 2013 sein, dass durch die Bündelung und Koordinierung von Personal-, IT- und Supportaufgaben sowie durch die Ausübung von Controllingaufgaben für die ausgegliederten Rechtsträger und sonstigen Tochtereinrichtungen des Bundes Effizienz- und Effektivitätssteigerungen ermöglicht werden.
Im Mai 2014 wurde der Fahrplan zur Installierung der Behörde durch die Bundesregierung bekanntgegeben, dieses sollte mit Anfang 2016 ihre Tätigkeit aufnehmen. Welche Kompetenzen, z. B. ob der Behördenleiter Durchgriff auf das gesamte Personal des Bundes haben soll, war zu diesem Zeitpunkt nicht geklärt. Im Zuge der Präsentation der Steuerreform im März 2015 wurde das Amt der Bundesregierung als Baustein der Verwaltungsreform genannt. Dem Amt sollte auch eine Verwaltungshochschule des Bundes angegliedert sein. Diese sollte als zentrale Ausbildungsstätte für alle Grundausbildungslehrgänge der Allgemeinen Verwaltung unter Einbeziehung der Ausbildungseinrichtungen der Ressorts sowie unter Beibehaltung ressortspezifischer Ausbildungsschwerpunkte fungieren. Im Endausbau sollte diese Hochschule eine universitäre Ausbildungsstätte (für Bachelor- und Masterstudien) für die öffentliche Verwaltung (Bund, Länder, Städte und Gemeinden) auf der Basis von Bildungskooperationen mit Universitäten sein.
Ideen zum Amt der Bundesregierung gehen bis in das Jahr 2005, nach Beendigung des Österreich-Konvents, zurück.
Im Juli 2015 wurden von Staatssekretärin Sonja Steßl erste Konzeptvorschläge für das neue Amt präsentiert, wie beispielsweise ein einheitliches Corporate Design der Bundesregierung.
Im Zuge der innenpolitischen Herausforderungen durch die Flüchtlingskrise im Jahr 2015 und dem Rücktritt von Bundeskanzler Werner Faymann im Mai 2016 wurde das Projekt nicht weiter verfolgt. Im von der Bundesregierung Kurz I im Dezember 2017 vorgestellten Regierungsprogramm fand das Konzept keine Erwähnung mehr.